# Gert Bals

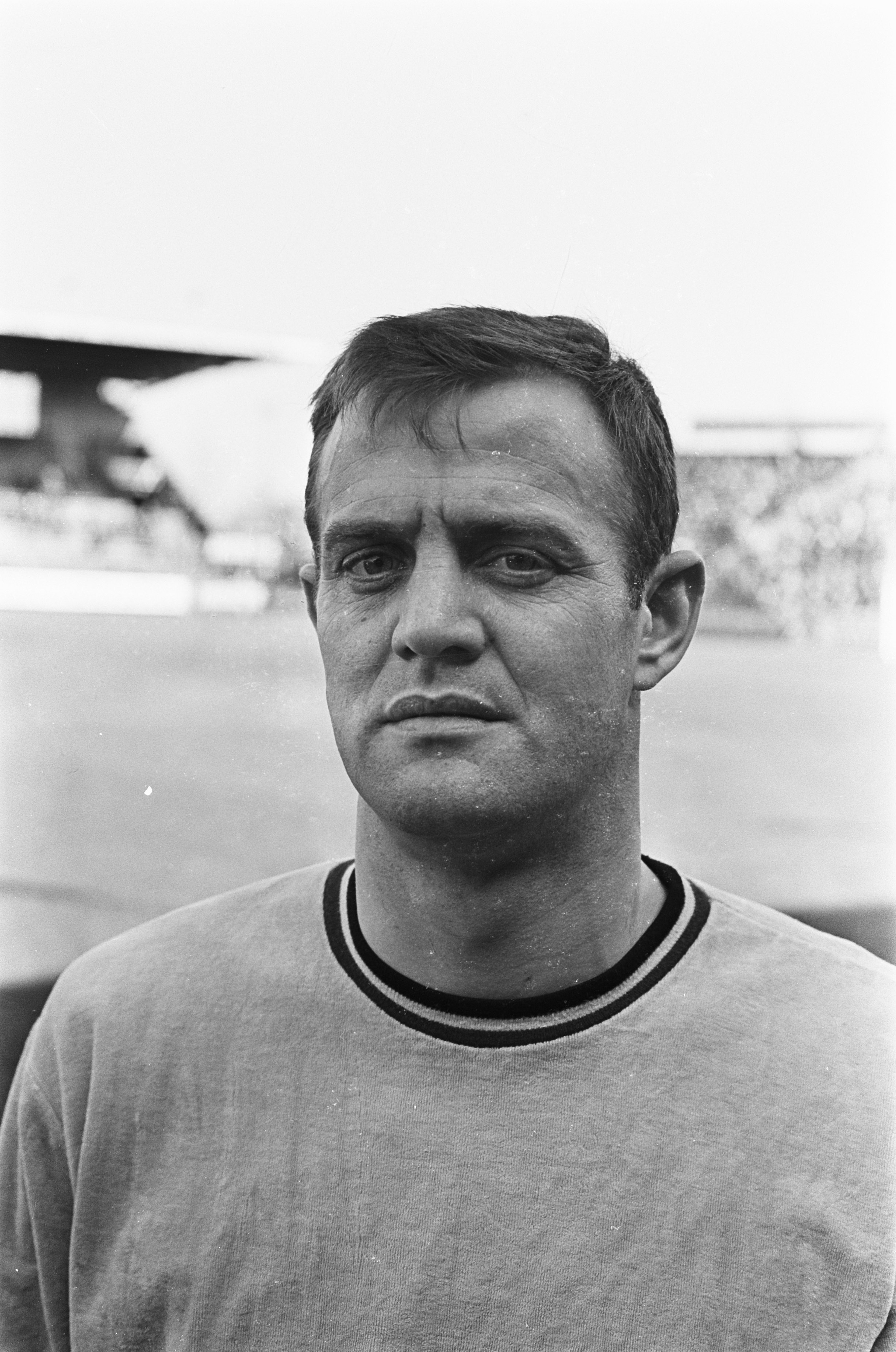
Gert Bals, 1968

Gerrit „Gert“ Bals (* 18. Oktober 1936 in Utrecht; † 20. Mai 2016 in Veenendaal) war ein niederländischer Fußballtorhüter. Mit PSV Eindhoven und Ajax Amsterdam wurde er insgesamt fünfmal niederländischer Meister. 

## Karriere und Leben
Gert Bals, dessen Vorname eigentlich Gerrit lautete, begann seine Laufbahn in der Jugend bei den Utrechter Vereinen VV Raven USCL Combinatie und Velox. 1955 wechselte er zu SV Zeist in die Eerste klasse, damals die zweite Profiliga. Nach einer Zwischenstation bei HVV ’t Gooi aus Hilversum ging er 1961 auf Empfehlung von PSV-Torhüter Pim Bekkering, der zuvor ebenfalls für ’t Gooi gespielt hatte, nach Eindhoven. In vier Spielzeiten der Eredivisie kam er bei PSV zu 120 Einsätzen; zweimal erreichte das Team den zweiten Platz, 1963 wurde es Meister. Bekanntheit erlangte Bals auch dadurch, dass er in seinen Spielen meist eine Schiebermütze trug.
Bals war einer der wenigen Spieler, die von PSV zum AFC Ajax wechselten. Zur Saison 1965/66 war er den Amsterdamern eine Ablöse von 71.750 Gulden wert. Er debütierte im Tor der Amsterdamer am 22. August 1965, in seinem ersten von 216 Pflichtspielen für Ajax. In Bals' fünf Jahren bei Ajax wurde das Team viermal Meister und zweimal Pokalsieger. Am 28. Mai 1969 stand er als erster niederländischer Torhüter im Finale des Europapokals der Landesmeister, das Team von Trainer Rinus Michels verlor das Spiel im Estadio Santiago Bernabéu jedoch mit 1:4 gegen AC Milan. Bals wurde am Saisonende als Nachfolger von Johan Cruijff zum niederländischen Fußballer des Jahres gewählt. Insgesamt hat er für PSV und Ajax 28 Mal im Europapokal der Landesmeister und zehnmal im UEFA-Pokal gespielt. Trotz dieser Erfolge – und obwohl er bei Ajax mit Nationalspielern wie Cruijff, Sjaak Swart, Wim Suurbier, Piet Keizer, Bennie Muller, Henk Groot oder Klaas Nuninga zusammen spielte – wurde er nie in der Nationalelf eingesetzt. 
In der Saison 1969/70 verlor er seinen Stammplatz als Keeper bei Ajax an den zehn Jahre jüngeren Heinz Stuy, daraufhin wechselte er 1970 zur SBV Vitesse nach Arnhem. Mit Vitesse stieg er 1971 in die Eredivisie auf, konnte jedoch den direkten Wiederabstieg nicht verhindern. Nach einem weiteren Jahr in der Eerste divisie und insgesamt 89 Pflichtspielen für Vitesse beendete er 1973 seine aktive Laufbahn. Allerdings nicht, ohne Anfang August 1973 einmal für den FC Barcelona zu spielen, als erster Niederländer, noch vor Johan Cruijff. Bals’ ehemaliger Ajax-Trainer Michels, der mittlerweile die Spanier trainierte, holte den fast 37-Jährigen ins Team, als ihm für ein Freundschaftsspiel bei Fortuna Düsseldorf alle Torhüter ausgefallen waren. Allerdings blieb es bei dem einmaligen Gastspiel.
Nach der Karriere als Spieler hatte Bals zunächst ein Sportgeschäft in Velp, später einen Tabak- und Schreibwarenladen in Veenendaal.